# Pétrel gongon
Pterodroma feae
Espèce
Statut de conservation UICN

 NT  : Quasi menacé

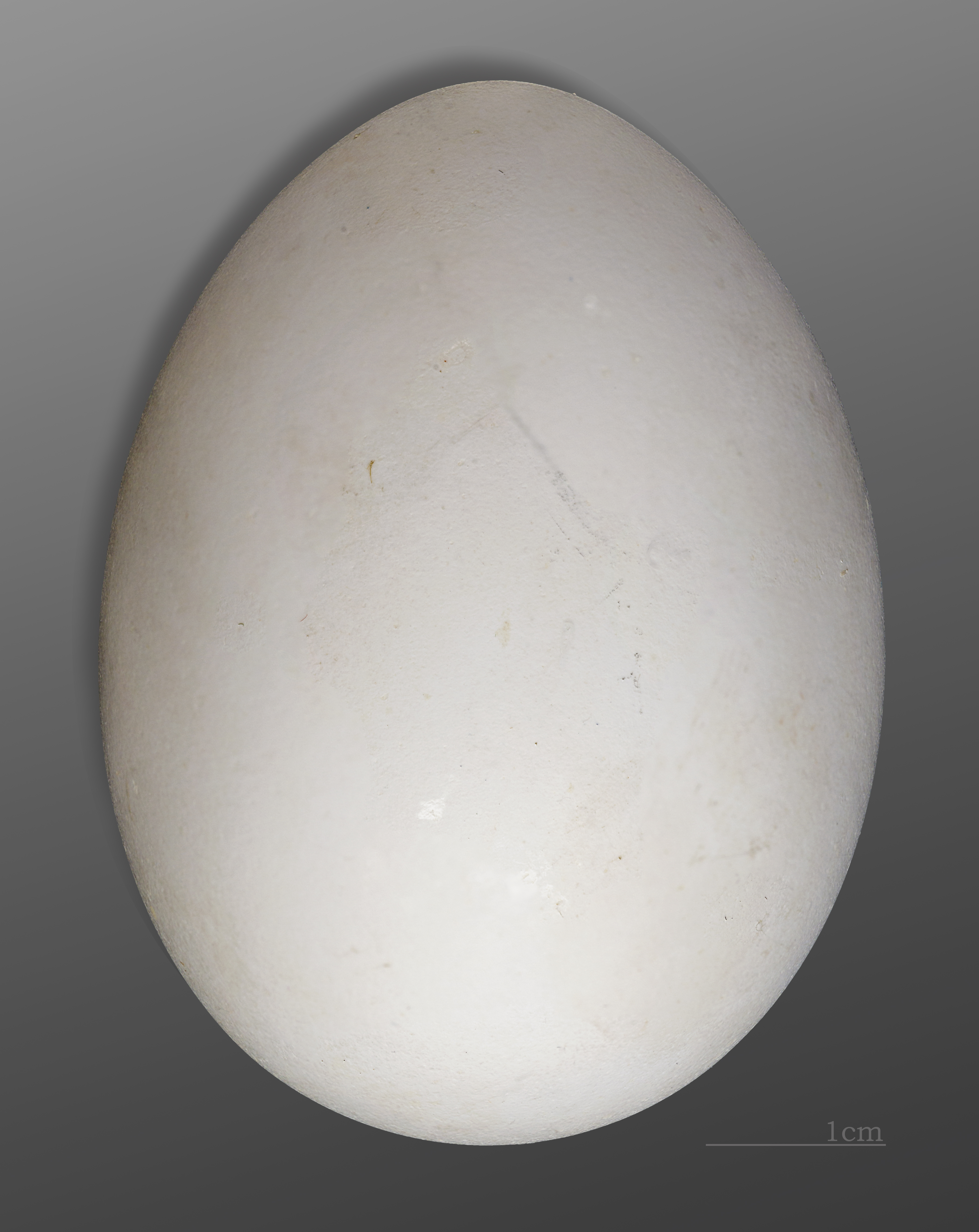
L'œuf de Pétrel gongon
(coll.MHNT)

Le Pétrel gongon (Pterodroma feae), appelé aussi Diablotin du Cap-Vert ou Diablotin gongon, est une espèce d'oiseaux de mer de la famille des Procellariidae.

## Description
Cet oiseau mesure environ 35 cm pour une envergure de 84 à 91 cm. Le dessus des ailes sombre (tout comme le dessous) contraste avec le manteau gris plus pâle. La tête présente un masque sombre en arrière de chaque œil. Les côtés du cou sont marqués par une plage grise et les parties inférieures sont blanches.
Il se distingue du Pétrel de Madère par une taille un peu plus grande, un bec plus épais et une calotte plus sombre.

## Répartition
Cet oiseau niche au Cap-Vert.